# Lista castelelor și conacelor din județul Sălaj
Aceasta este o listă a castelelor și conacelor din județul Sălaj.
| Nume                      | Localitate       | Datare                                 | Stil arhitectural            | Note |
| ------------------------- | ---------------- | -------------------------------------- | ---------------------------- | --- |
| Castelul Bánffy           | Nușfalău         | 1925                                   | Baroc                        | Predat în 1936 Bisericii Reformate.                                                                           |
| Castelul Bay              | Treznea          | Mijlocul secolului al XIX-lea          | Neo-baroc                    | |
| Castelul Béldy            | Jibou            | 1903                                   | Neoclasic și neorenascentist | Castelul găzduiește un spital de neurologie.                                                                  |
| Castelul Bethlen          | Dragu            | 1816                                   | Neoclasic                    | Încăperile clădirii au devenit grajd pentru animalele localnicilor.                                           |
| Castelul Csáky            | Almașu           | 1808                                   | Clasicist                    | |
| Castelul Haller           | Gârbou           | 1766                                   | Baroc                        | Din ansamblul castelului au mai rămas capela și turnul ei, o fântână și intrarea cu blazonul familiei Haller. |
| Castelul Jósika           | Surduc           | Secolul al XVIII-lea                   | Clasicist                    | |
| Castelul Wesselényi       | Jibou            | 1796                                   | Baroc                        | În castel funcționează Clubul copiilor.                                                                       |
| Cetatea Almașului         | Almașu           | 1278                                   |                              | |
| Cetatea Báthory           | Șimleu Silvaniei | 1532                                   | Renascentist                 | Astăzi se mai păstrează poarta principală, câteva ziduri de incintă și două bastioane.                        |
| Cetatea Ciorii (Varjúvár) | Stana            |                                        |                              | Clădirea este proprietatea unor persoane particulare.                                                         |
| Conacul Geleji            | Cuzăplac         | Începutul secolului al XIX-lea         |                              | |
| Conacul Hatfaludy         | Hida             | Secolul al XIX-lea                     | Eclectic                     | Retrocedat moștenitorilor familiei Hatfaludy.                                                                 |
| Conacul lui Iuliu Maniu   | Bădăcin          | 1890                                   | Neoclasic                    | Preluat în 2008 de Episcopia Greco-Catolică de la Oradea.                                                     |
| Conacul Morca             | Hida             | Secolul al XIX-lea                     |                              | |
| Conacul Sebeș             | Panic            | 1834                                   | Neoclasic                    | Proprietarul din prezent al conacului este Primăria Hereclean, care l-a transformat în cămin cultural.        |
| Conacul Szentiványi       | Sfăraș           | 1893                                   |                              | |
| Conacul Visky             | Zăuan            | Secolul al XIX-lea                     |                              | Transformat în dispensar.                                                                                     |
| Conacul Wass de Tega      | Românași         | Secolul al XIX-lea                     |                              | Jumătate din conac a fost vândut unui întreprinzător din Șimleu Silvaniei.                                    |
| Conacul Zsombory          | Zimbor           | A doua jumătate a secolului al XIX-lea | Eclectic                     | Cumpărat în 2005 de investitori australieni.                                                                  |

## Galerie

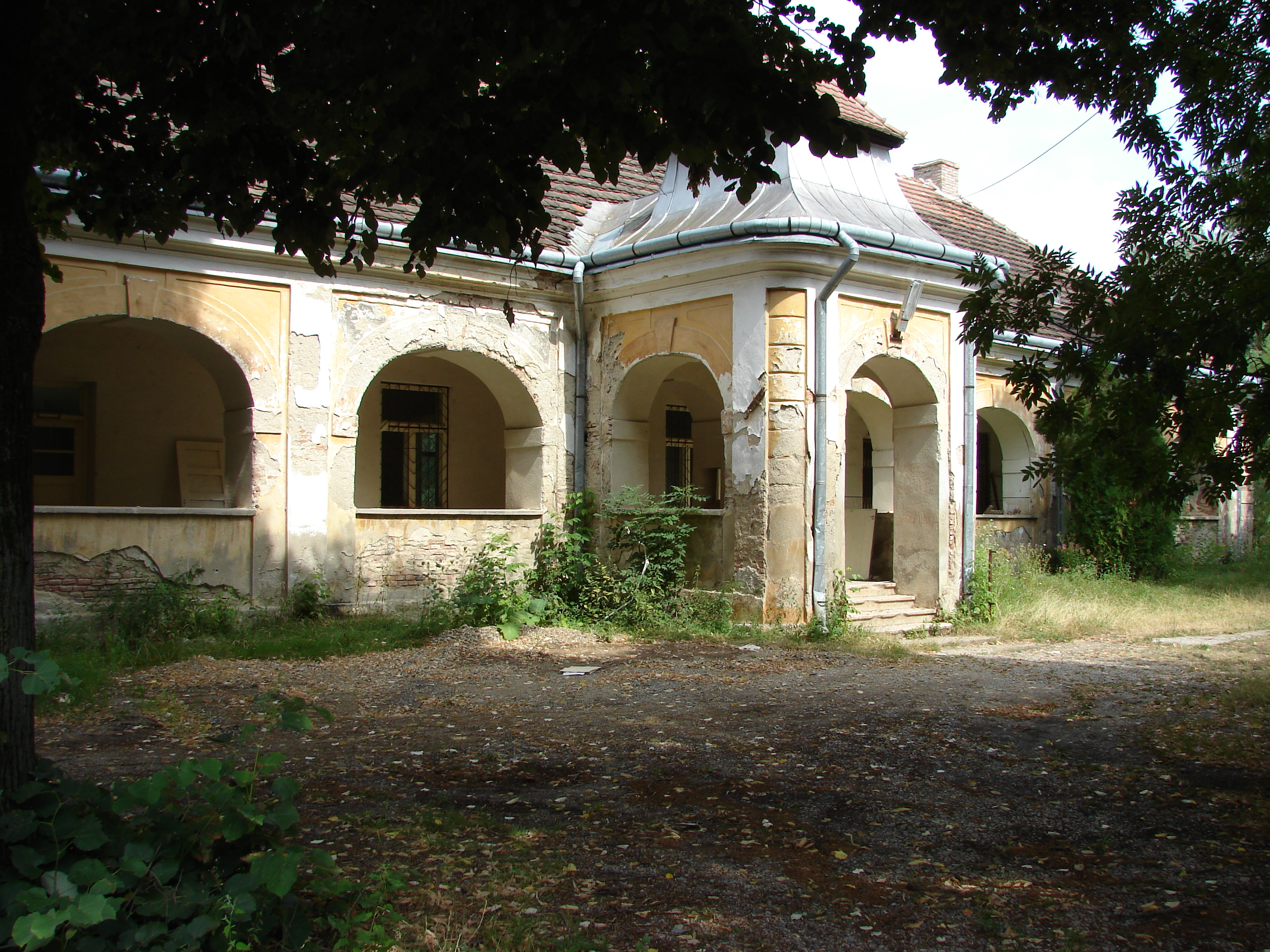
Castelul Bánffy, Nușfalău
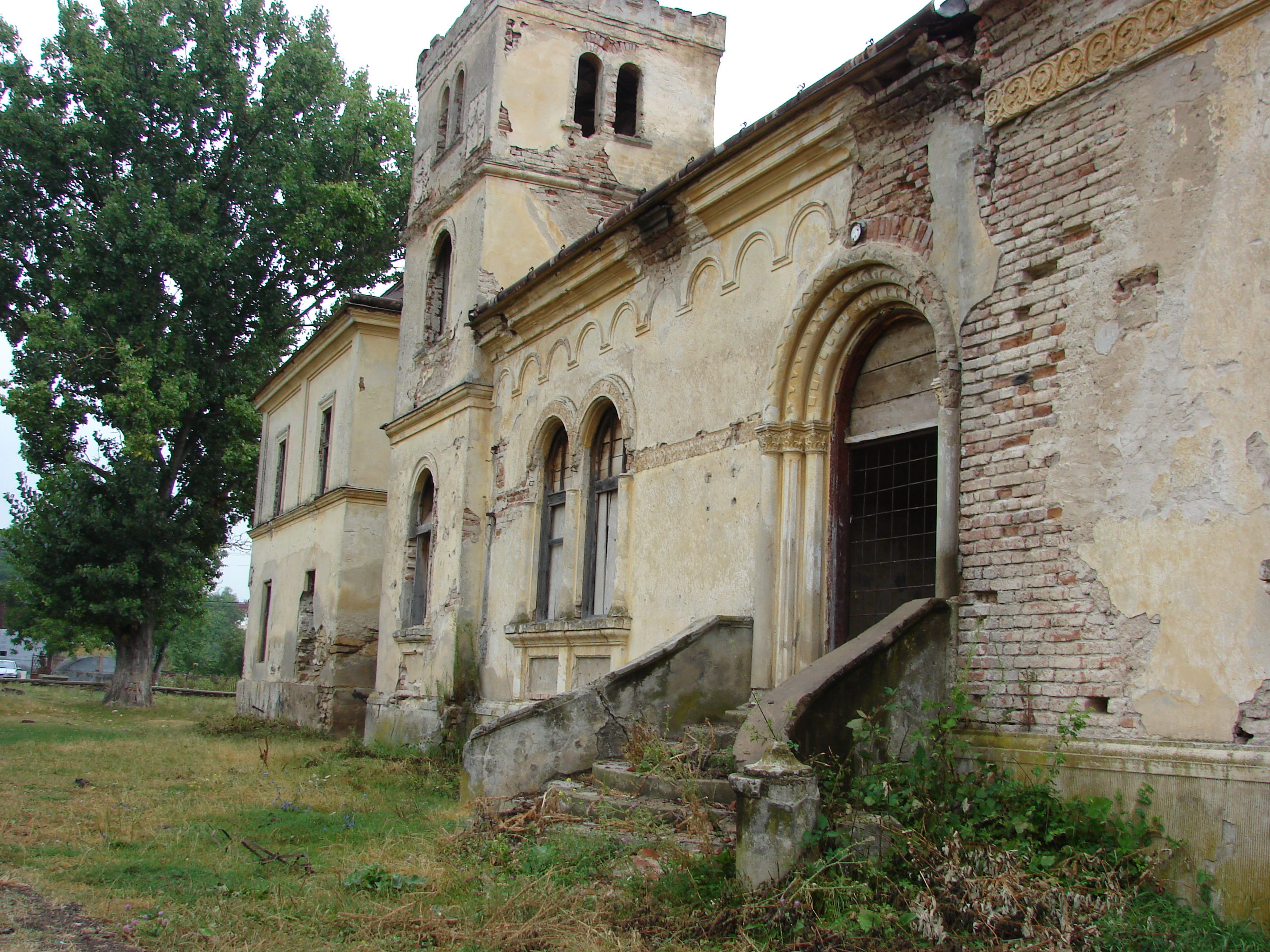
Castelul Bay, Treznea
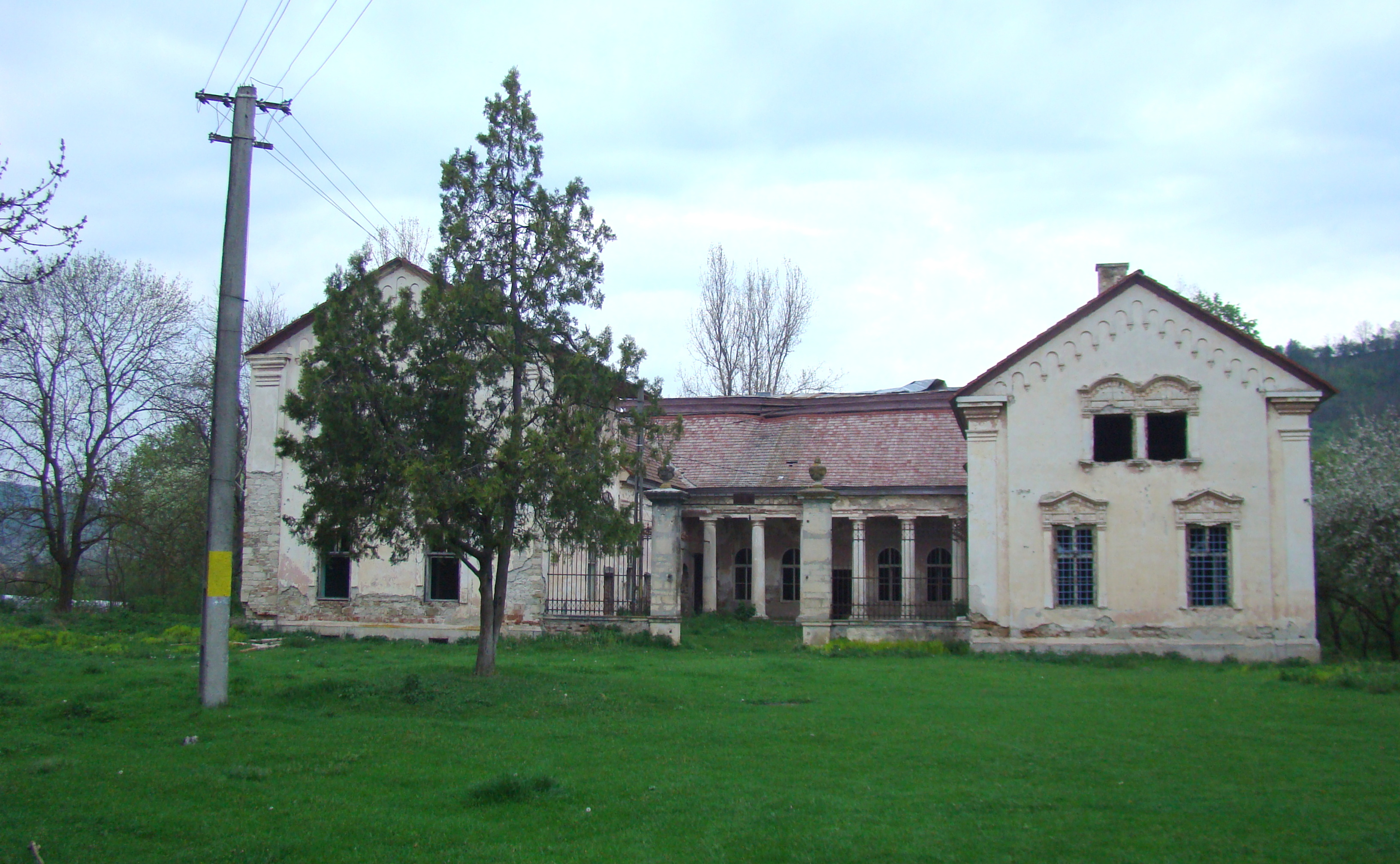
Castelul Bethlen, Dragu
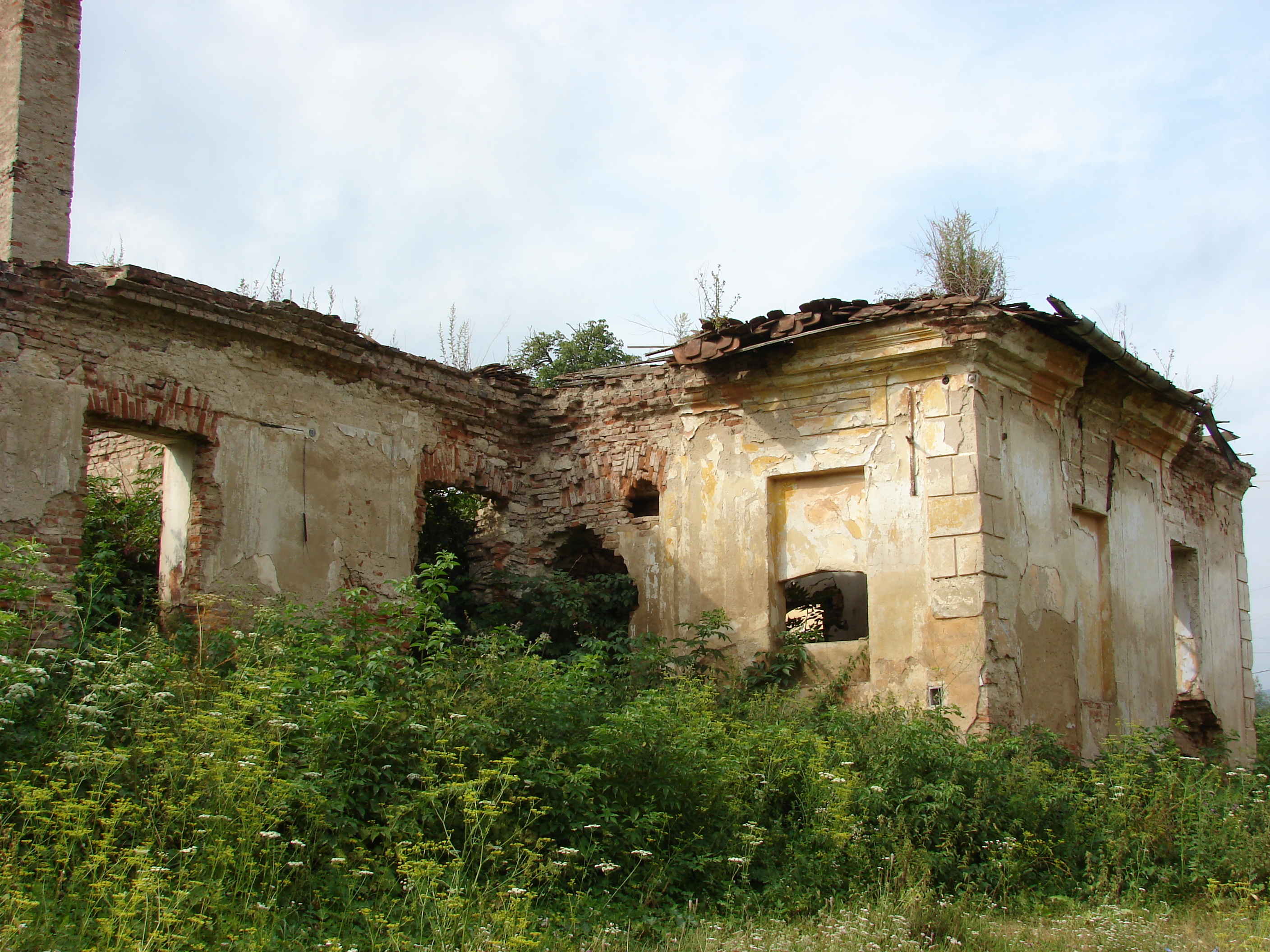
Castelul Csáky, Almașu
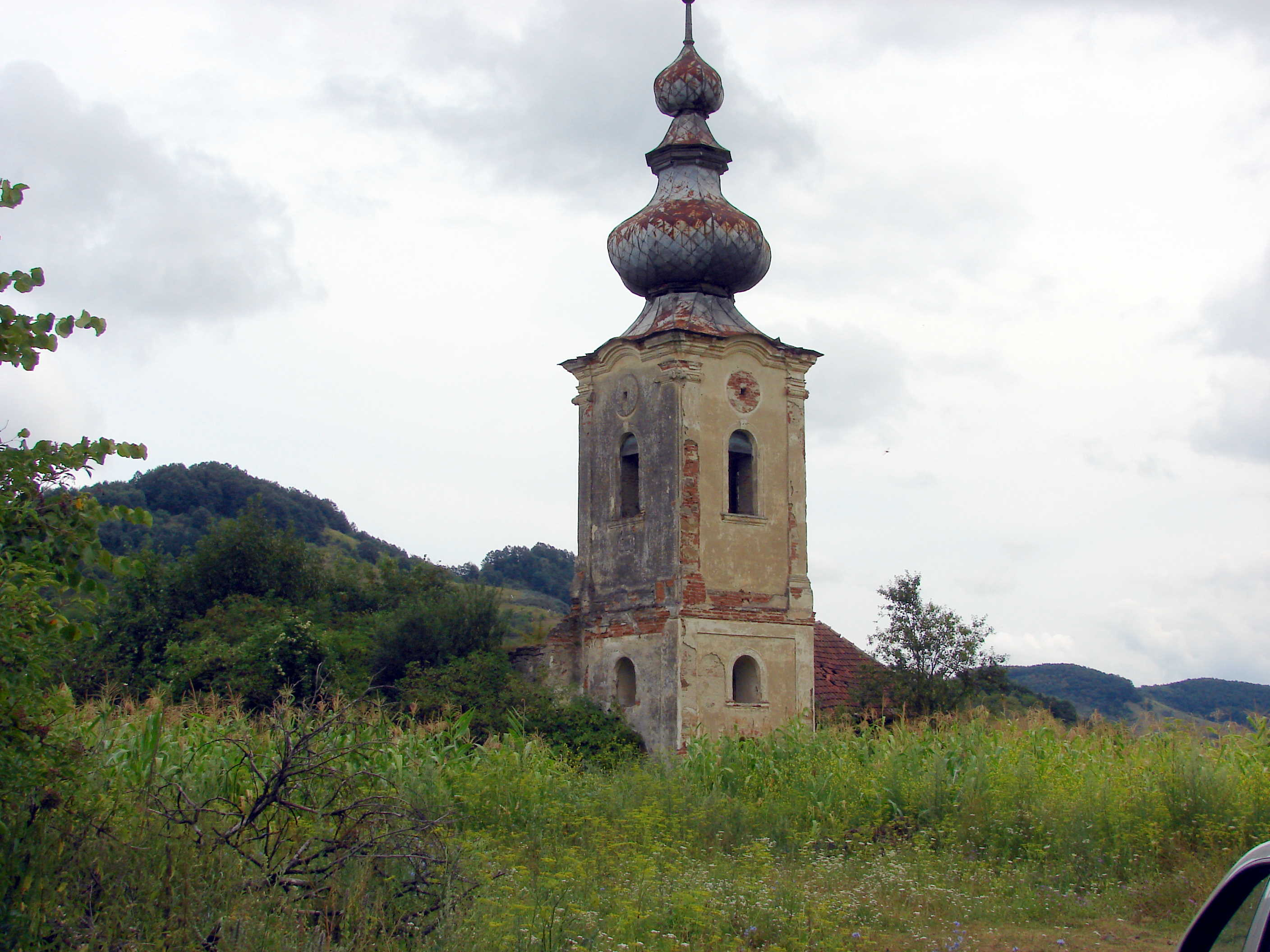
Castelul Haller, Gârbou
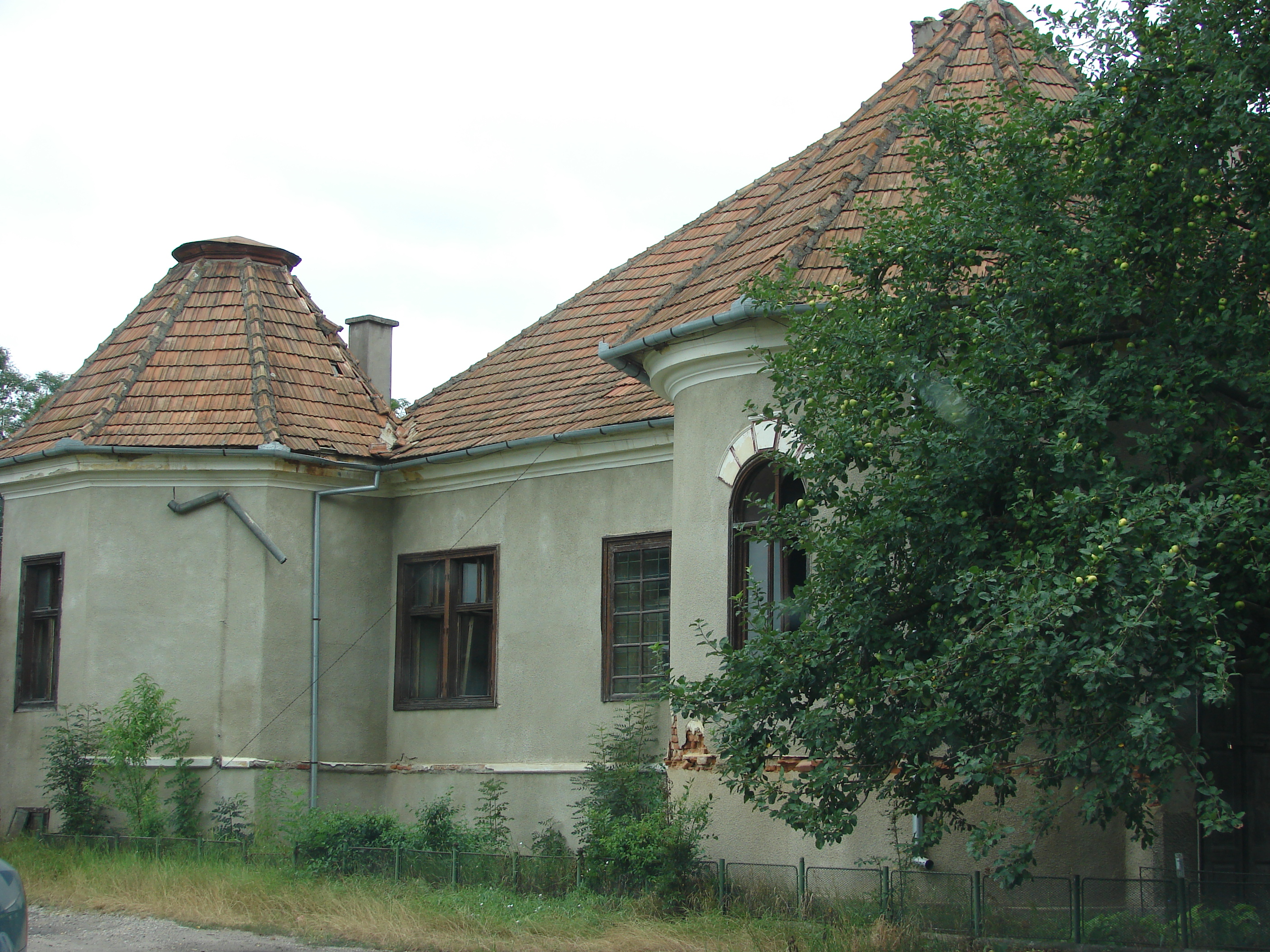
Castelul Jósika, Surduc
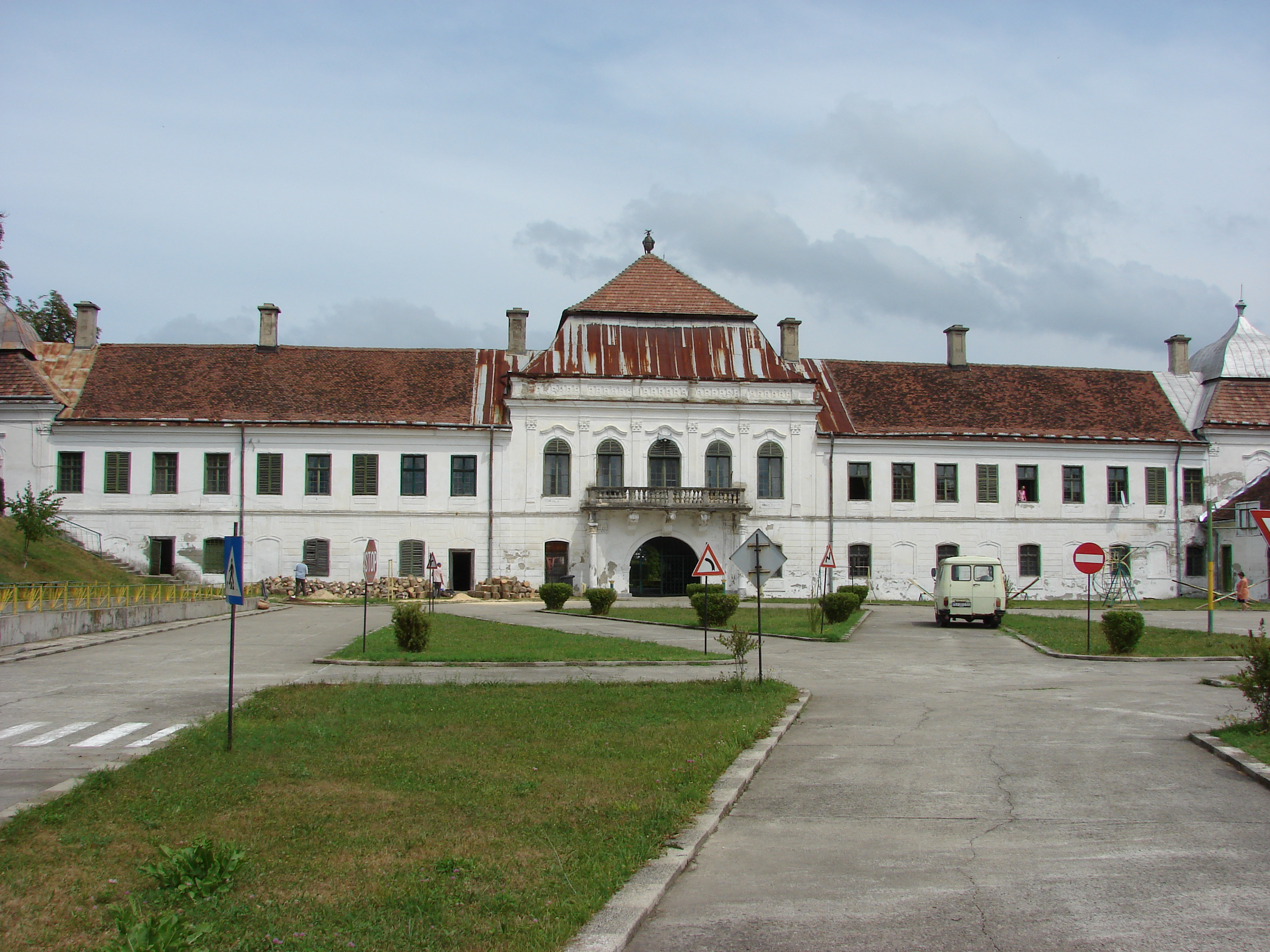
Castelul Wesselényi, Jibou
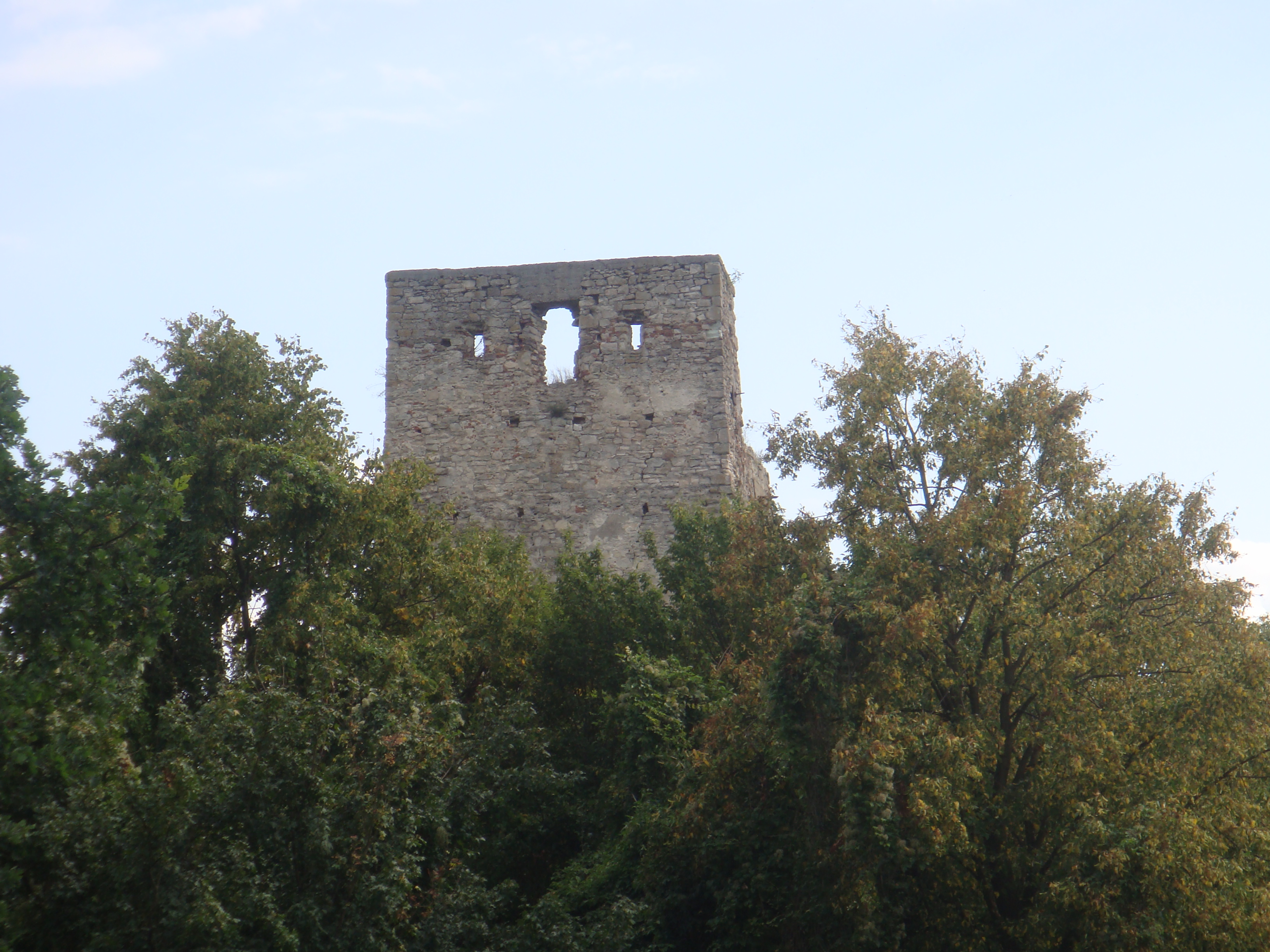
Cetatea Almașului, Almașu
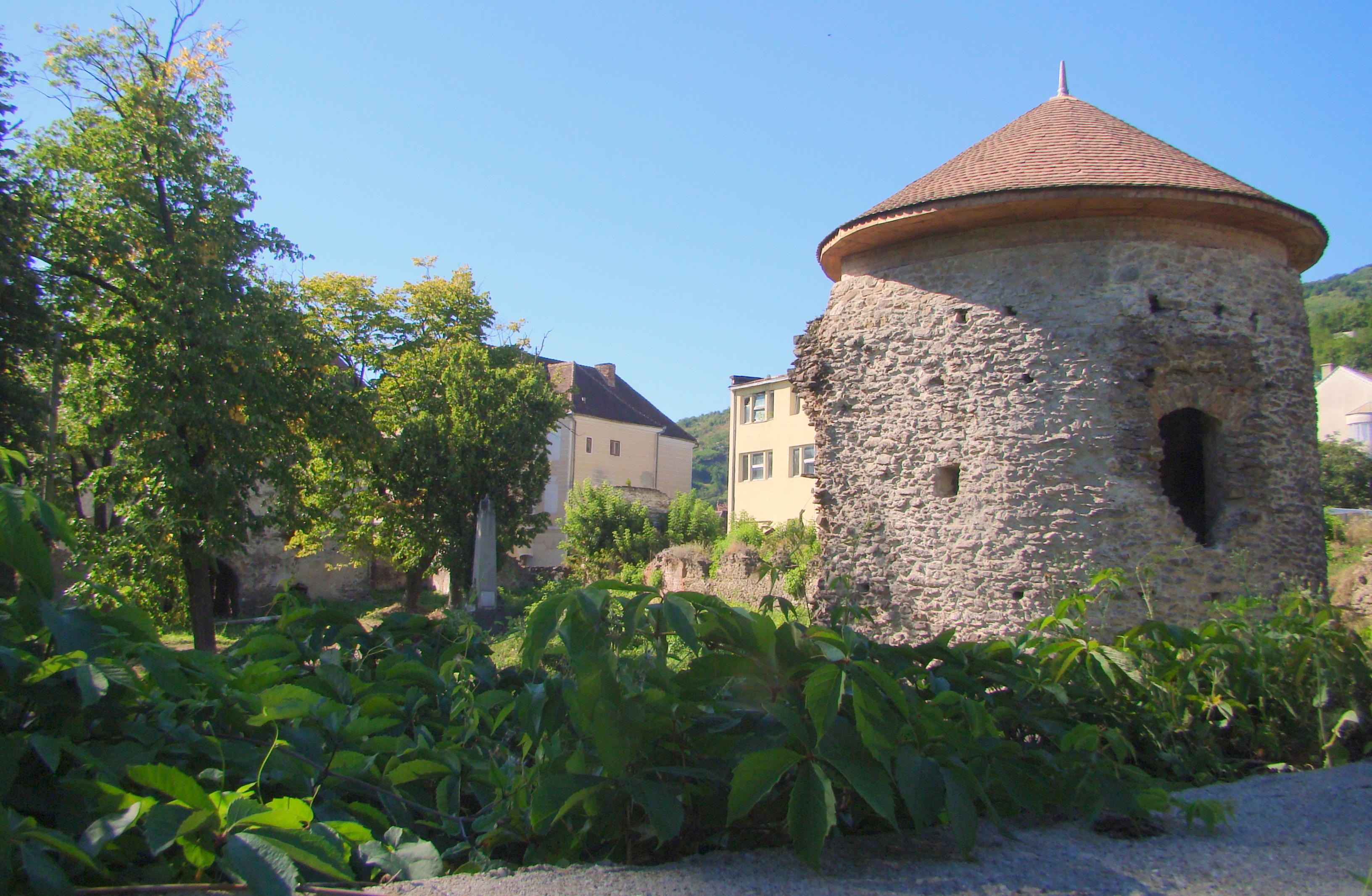
Cetatea Báthory, Șimleu Silvaniei
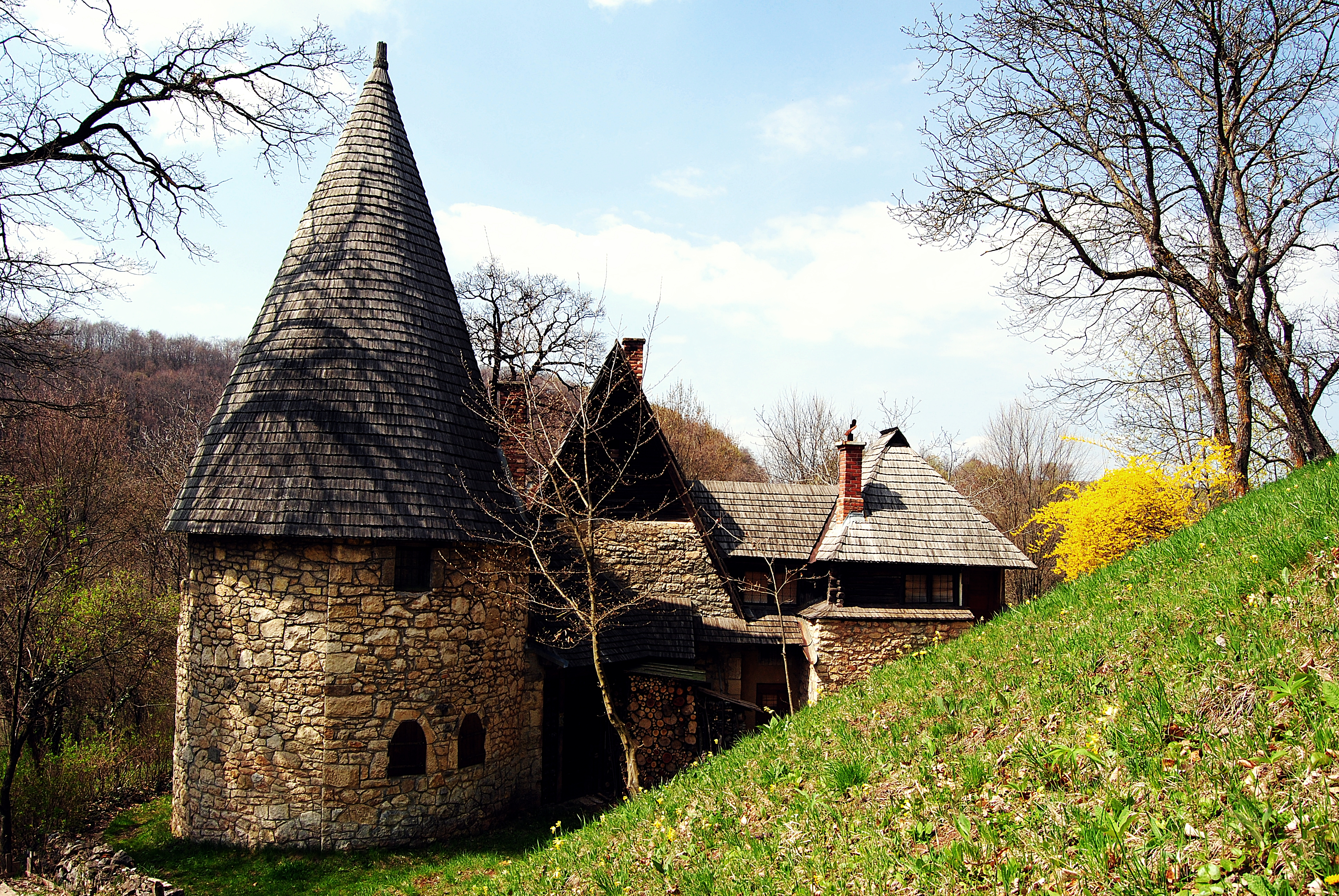
Cetatea Ciorii, Stana
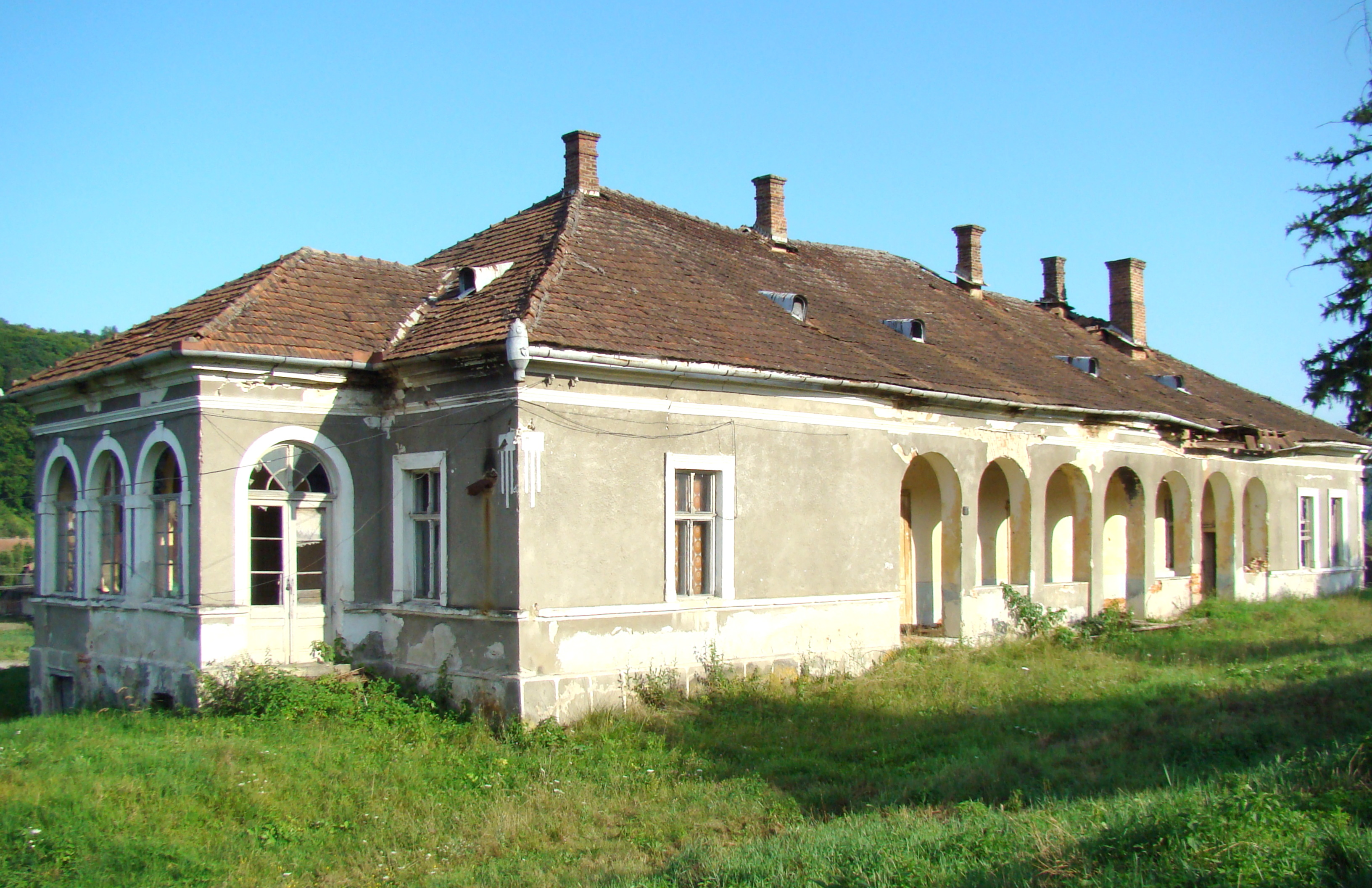
Conacul Hatfaludy, Hida
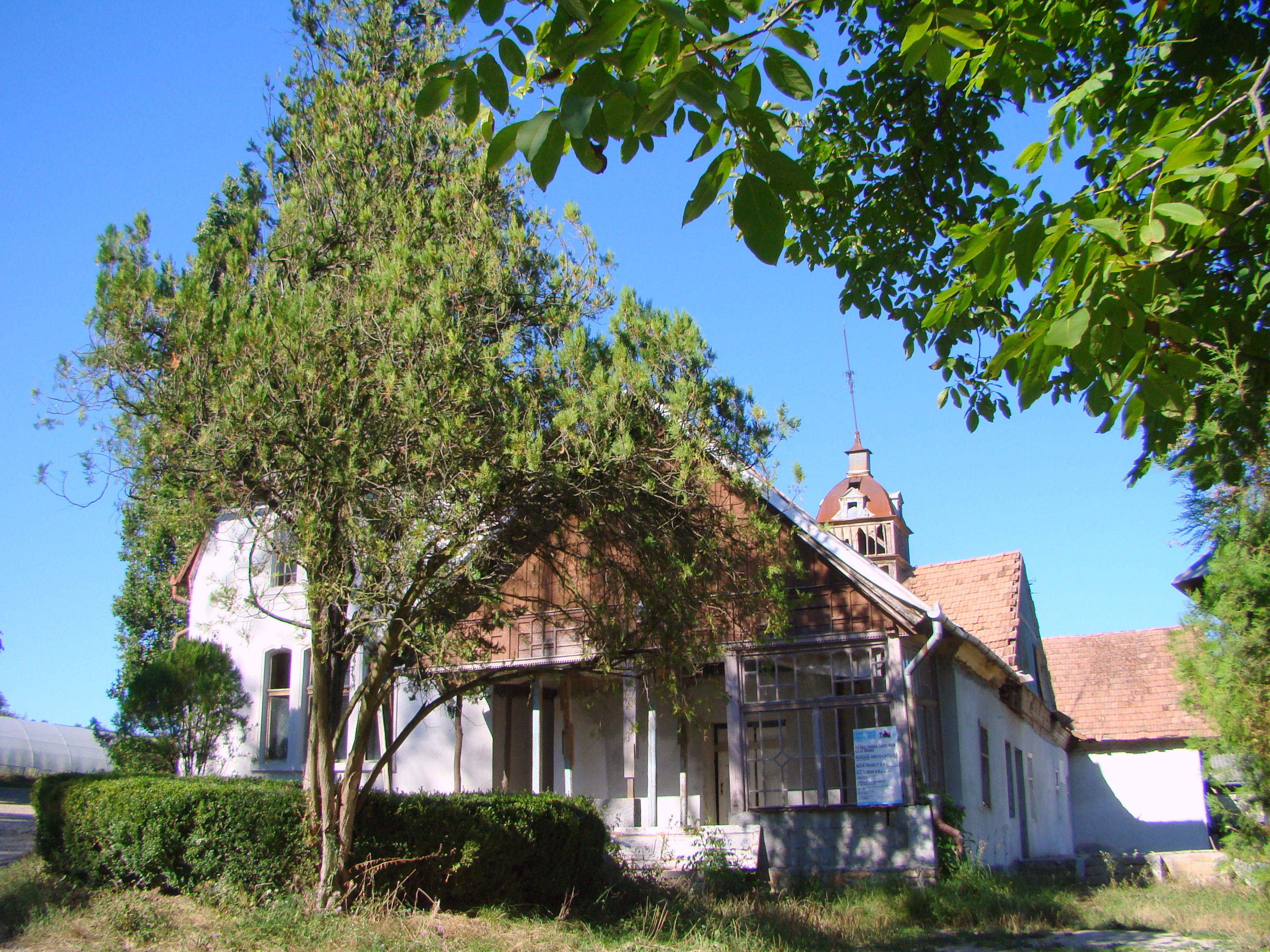
Conacul lui Iuliu Maniu, Bădăcin
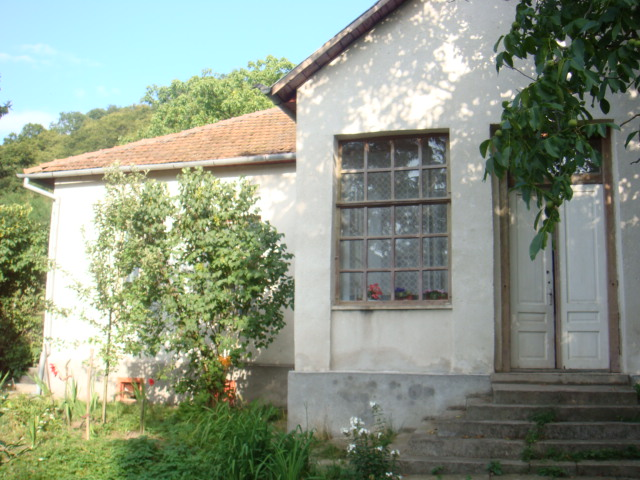
Conacul Morca, Hida
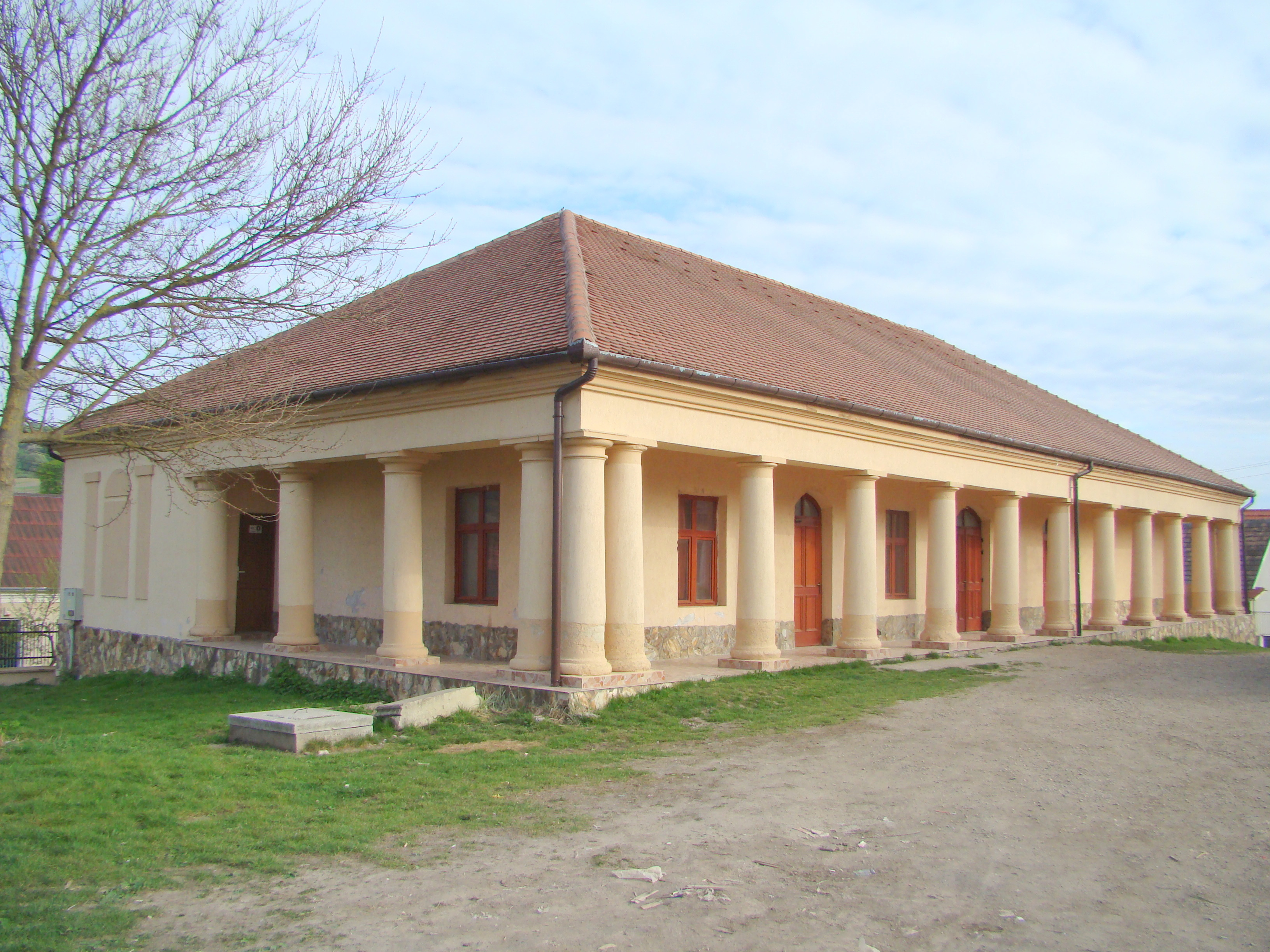
Conacul Sebeș, Panic
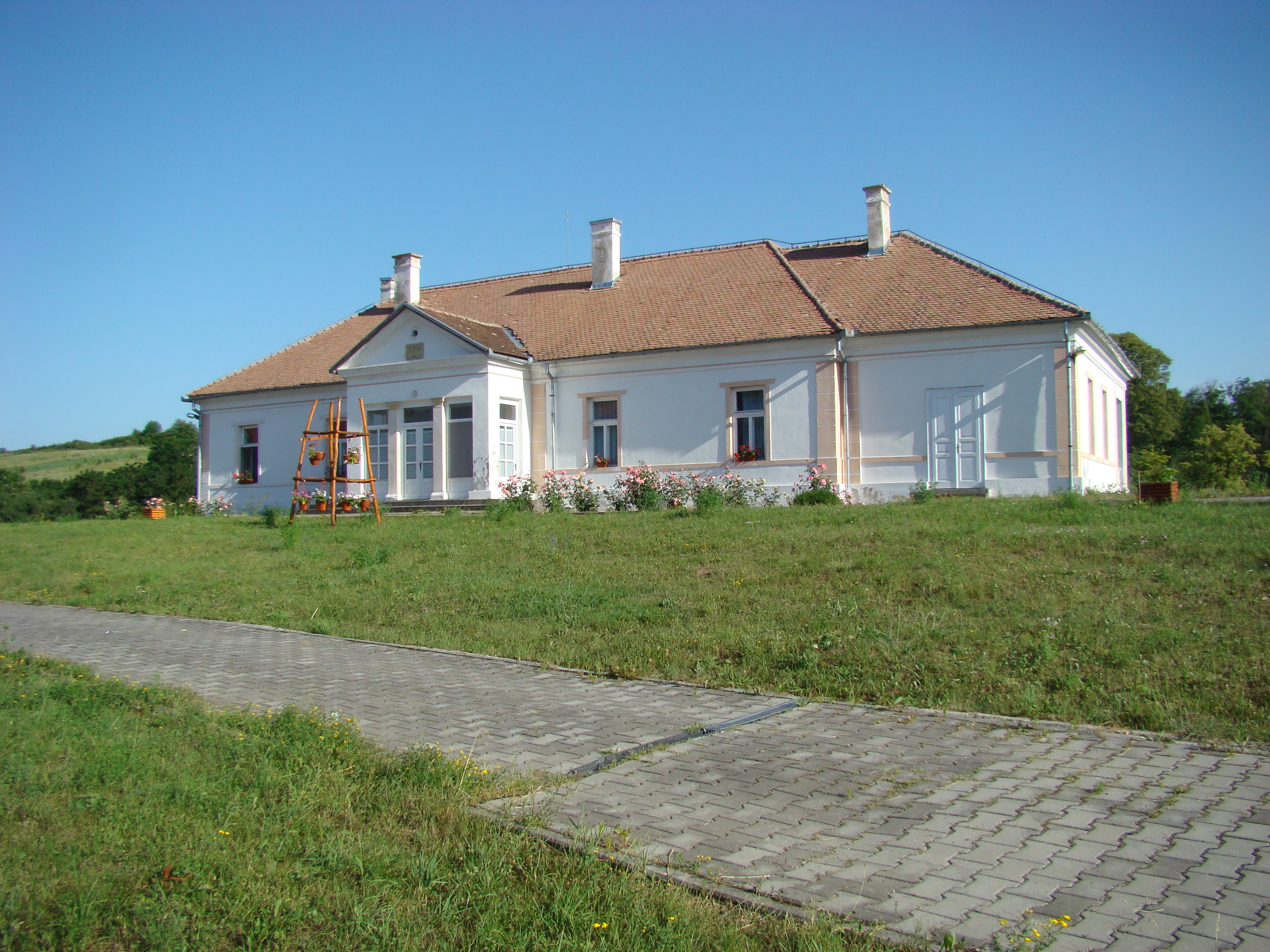
Conacul Szentiványi, Sfăraș
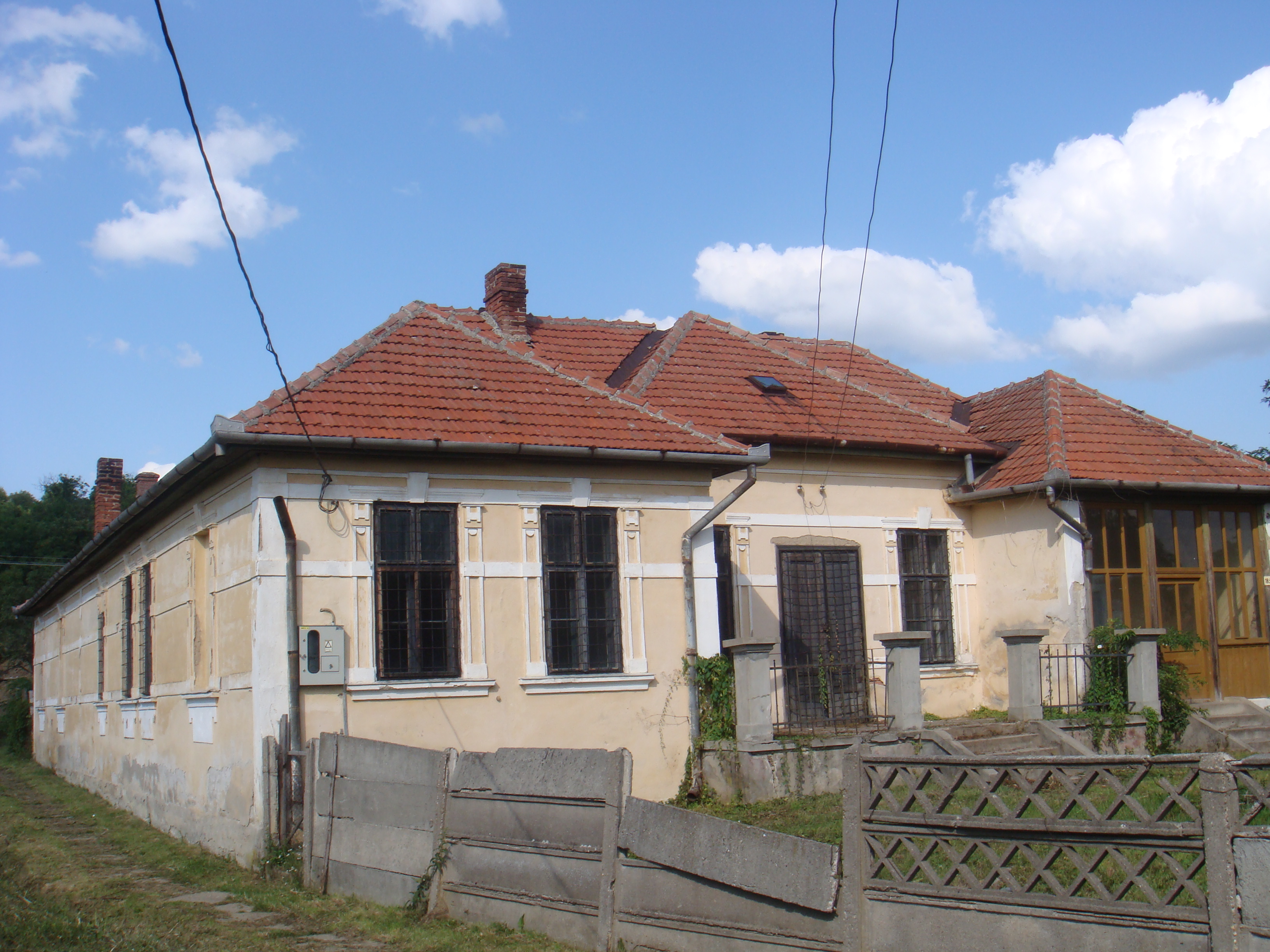
Conacul Visky, Zăuan
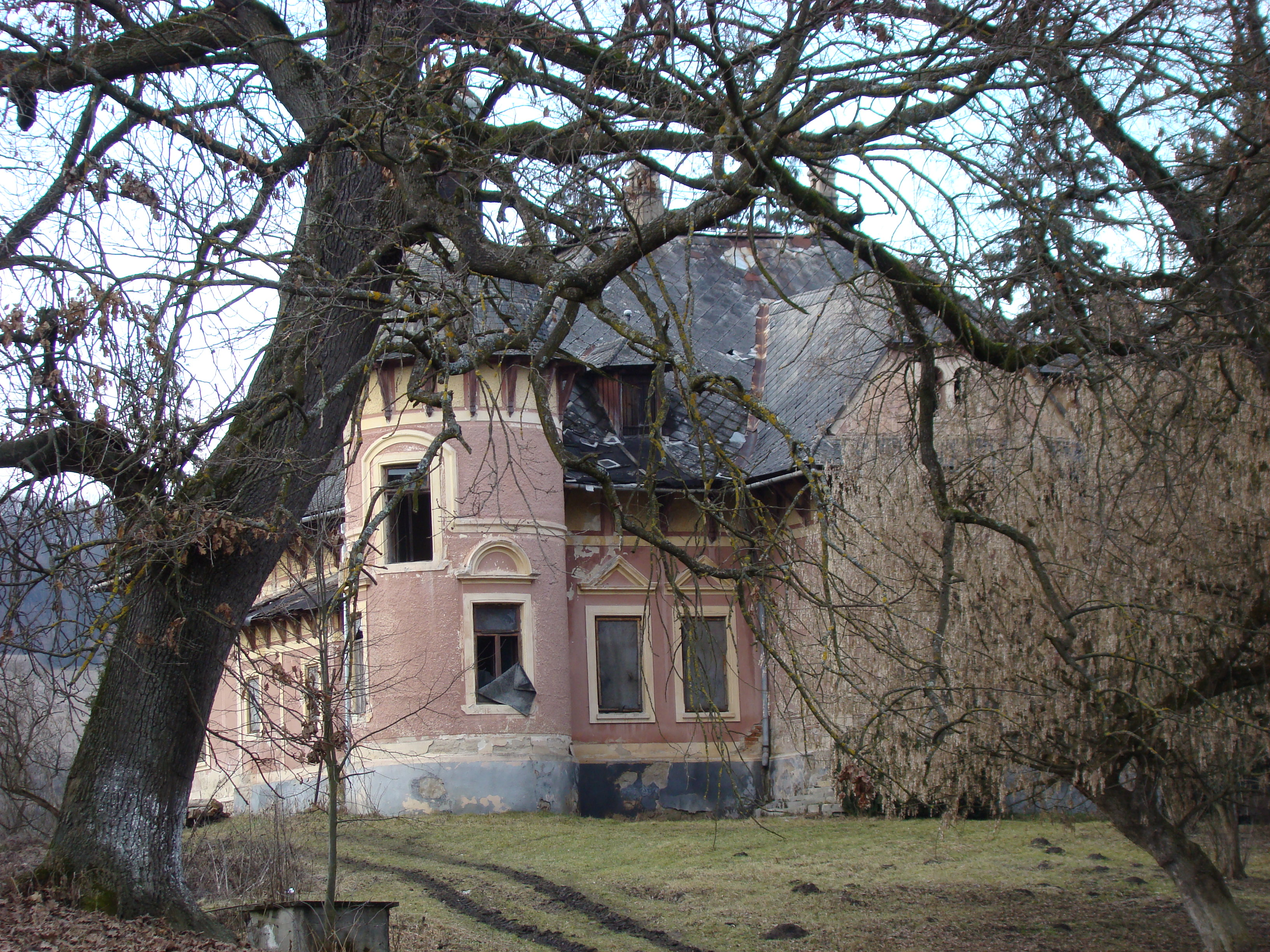
Conacul Zsombory, Zimbor